# Claudia Montero
Claudia Montero (Buenos Aires, 25 de junio de 1962-Valencia, 16 de enero de 2021) fue una compositora argentina, ganadora de cuatro Premios Grammy Latinos por mejor obra clásica contemporánea en 2014, 2016 y 2018, y por mejor álbum de música clásica en 2018.

## Biografía
Montero nació en Buenos Aires el 25 de junio de 1962 e inició su formación musical en el Conservatorio Alberto Ginastera. A comienzos de la década de 2000 se mudó a España a raíz del corralito, radicándose en la ciudad de Valencia, donde cursó una maestría en Estética y Creatividad Musical en la Universidad de Valencia. Allí también se vinculó como docente del Conservatorio Superior Salvador Seguí de Castellón.
Durante su carrera realizó composiciones para solistas como Floraleda Sacchi, Allison Brewster, Marcelo Brú, Guillermo Anad y Piero Bonaguri; y trabajó con agrupaciones como la Orquesta de Cámara de Buenos Aires, la Orquesta de Cámara de Jerez, la Sinfonietta de París, la Filarmónica de Turín y la Orquesta de Cámara de Grossetto, entre otras. Ganó el Premio Grammy Latino en la categoría de mejor obra clásica contemporánea en 2014, 2016 y 2018, y en la categoría de mejor álbum de música clásica en 2018 por Mágica y misteriosa. Obtuvo otros galardones y reconocimientos como el Premio de Composición René Teseo en 2000, el Premio de Composición ADOMU en 2001 y el Premio Pilares de la Cultura en su versión 2016.

### Fallecimiento
El 16 de enero de 2021, Montero falleció en su domicilio de la ciudad de Valencia. En julio de 2020 Montero se había vinculado como compositora residente del Palau de la Música y se encontraba trabajando en una obra titulada «Ave Fénix Symphony».